# EIICHI OHTAKI Song Book III 大瀧詠一作品集Vol.3 「夢で逢えたら」
『EIICHI OHTAKI Song Book III 大瀧詠一作品集Vol.3 「夢で逢えたら」』（エイイチ オオタキ ソングブック III おおたきえいいちさくひんしゅうヴォリュームスリー ゆめであえたら）は、2018年3月21日に発売された大滝詠一のアルバム。

## 解説
大瀧詠一の作詞・作曲による「夢で逢えたら」。この1楽曲だけにスポットを当ててレコード会社、レーベルの壁を取り払い、古今東西に存在するオリジナル及びカヴァー作品の完全収録を試みたコンピレーション・アルバム『EIICHI OHTAKI Song Book III 大瀧詠一作品集Vol.3 「夢で逢えたら」(1976〜2018)』。収録された全86曲から大滝詠一、ラッツ&スター、シリア・ポール、新録で吉岡聖恵（いきものがかり）、吉田美奈子（夢で逢えたら2018）の計5曲を収録したアナログ盤。
A面1曲目は、2014年12月に発売された大滝のオールタイム・ベスト『Best Always』収録の、作者本人の歌唱によるもの。“正調”のセリフも決めているが、のびのびとした歌唱に対して、何とも硬い。“照れ隠しのために用意されたセリフ”という屈折したシロモノだがこの屈折がまたナイアガラのメロディ・タイプの特性だと教えられる。ラッツ&スターによるA面2曲目は、1996年にシングルで発売。この曲として最大のヒット（8位）となり、同年の『NHK紅白歌合戦』でも披露された。コンテンポラリーなR&Bのアレンジでバラードとして扱われたこと。さらに男性歌手に歌われたことで、さらにこの曲をカヴァーすることの枠を広げることになった。A面3曲目のシリア・ポール版はアルバム『夢で逢えたら』を1986年、信濃町のCBS SONYスタジオで吉田保がリミックスを手掛け、1987年にCD化された“'87 Mix”。CD4枚組には未収録で、本作への収録が初アナログ化となる。B面1曲目、シリア・ポール版のバックトラックを使った吉岡のヴァージョンはアルバムに先駆けて配信されている。いきものがかりでおなじみ、肝の座った歌唱で新しい風を吹かせている。B面2曲目の「夢で逢えたら2018」は、「夢で逢えたら」のオリジナル歌手という肩書における“元祖”、吉田による2018年の再演。この企画に向けて、森俊之のピアノを伴奏に圧巻のパフォーマンスを聴かせる。
本作はアナログ生産の全工程をソニーミュージックグループ内で一貫して行った、自社生産復活第1号作品。シリア・ポール40周年記念盤『夢で逢えたらVOX』と同日発売された。

## 収録曲
作詞 · 作曲：大瀧詠一

### SIDE ONE
1. 夢で逢えたら / 大滝詠一  –  (3:52)[2]
2. 夢で逢えたら / ラッツ&スター  –  (4:03)[2]
3. 夢で逢えたら ('87 MIX) / シリア・ポール  –  (3:47)[2]

### SIDE TWO
1. 夢で逢えたら / 吉岡聖恵 《いきものがかり》  –  (3:49)[2]
2. 夢で逢えたら2018 / 吉田美奈子  –  (5:23)[2]

## クレジット

### EIICHI's SIDE
- Arrange  :  Bannai Tarao
- Strings Arrangement  :  Tatsuro Yamashita
- Mix  :  unknown

### RATS & STAR's SIDE
- Arrange  :  Akihiko Matsumoto
- Mix  :  Yasuo Sato
- Produce  :  Masayuki Suzuki

### CELIA's SIDE
- Arrange  :  Bannai Tarao
- Strings Arrangement  :  Tatsuro Yamashita
- Mix  :  Tamotsu Yoshida

### KIYOE's SIDE
- Arrange  :  Bannai Tarao
- Strings Arrangement  :  Tatsuro Yamashita
- Mix  :  Toshiro Kai

### MINAKO's SIDE
- Arrange  :  Toshiyuki Mori
- Mix  :  Tamotsu Yoshida
- Produce  :  Minako Yoshida

### スタッフ
| Front Cover Design : Yasushi Nakayama |
| Art Design : Takashi Okada            |
|                                       |

| Mastering Engineer | : | - Tetsuya Naito (Sony Music Studios Tokyo) - Mitsuyasu Abe (Sony Music Studios Tokyo) |

|                                                                |
| Analog Cutting : Sony Music Studios Tokyo                      |
| Cutting Engineer : Toshiya Horiuchi (Sony Music Studios Tokyo) |
|                                                                |
| Analog Press : Sony DADC Japan Inc.                            |

| Master Collection & Compile | : | - Naoki Yoshitake (Sony Music Labels) - Eisuke Yamashita (Sony Music Labels) - Osamu Sakagushi (The Niagara Enterprises) |

| |
| Supervisor : Shikoh Ohtaki & Family |
| |
| Producer : Eiichi Ohtaki |
| |
| - ℗1987(A-3), 2014(A-1) THE NIAGARA ENTERPRISES, 1996(A-2), 2018(B-1) Epic Records Japan, 2018(B-2) LA-LA-LOO Productions Inc. - (B-2) Licensed by LA-LA-LOO Productions Inc. ©2018 THE NIAGARA ENTERPRISES Manufactured by Sony Music Labels Inc. Made in Japan. |

## リリース日一覧
| 地域 | タイトル                                                                     | リリース日    | レーベル                         | 規格 | 品番                        | 備考 |
| ---- | ---------------------------------------------------------------------------- | ------------- | -------------------------------- | ---- | --------------------------- | --- |
| 日本 | EIICHI OHTAKI Song Book III 大瀧詠一作品集Vol.3 「夢で逢えたら」(1976〜2018) | 2018年3月21日 | NIAGARA / Sony Music Labels Inc. | 4CD  | SRCL 9693~6                 | 「夢で逢えたら」収録作品の全データとジャケットを掲載したリーフレットを封入。解説：鈴木啓之。盤の表面は4枚ともデザインが異なる。   |
| 日本 | EIICHI OHTAKI Song Book III 大瀧詠一作品集Vol.3「夢で逢えたら」              | 2018年3月21日 | NIAGARA / Sony Music Labels Inc. | LP   | SRJL 1120【完全生産限定盤】 | ブルー・レーベル。ジャケット表面には“ソニーミュージックグループ 自社一貫生産 アナログレコード 復活第1弾!”のステッカーが貼られる。 |